# Scooby Wright III
Phillip Anthony Wright III (Windsor, 28 agosto 1994) è un giocatore di football americano statunitense che milita nel ruolo di linebacker per i Birmingham Stallions della United Football League (UFL).

## Carriera universitaria
Nel 2013, Wright si impose subito nella sua prima stagione come true freshman alla University of Arizona, concludendo con 12 partite come titolare su 13, con 83 tackle e un intercetto. Rimase titolare l'annata successiva, mettendo a segno 153 tackle e 14 sack, qualificandosi come finalista per diversi premi, come il Walter Camp Award. Si aggiudicò il Bronko Nagurski Trophy, il Lombardi Award e il Chuck Bednarik Award, tutti assegnati al miglior difensore della nazione a livello universitario. Inoltre fu premiato come difensore dell'anno della Pac-12 Conference, il primo giocatore della storia a vincere tale riconoscimento già al suo secondo anno. Infine fu il difensore posizionato più in alto nella classifica dell'Heisman Trophy, nono. L'anno successivo invece disputò solamente tre partite a causa di un infortunio.
Vittorie e premi
- Difensore dell'anno della Pac-12 (2014)
- Bronko Nagurski Trophy (2014)
- Lombardi Award (2014)
- Chuck Bednarik Award (2014)
- Difensore dell'anno per CBS Sports (2014)
- Unanimous All-American (2014)

Statistiche al college
| Anno   | P  | T sol. | T ass. | TOT | TFL  | Yard TFL | Sack | Yard sack | Int | Yard int | TD | FF | FR | TD |
| ------ | -- | ------ | ------ | --- | ---- | -------- | ---- | --------- | --- | -------- | -- | -- | -- | -- |
| 2013   | 13 | 46     | 37     | 83  | 9.0  | 29       | 0    | 0         | 1   | 13       | 0  | 0  | 0  | 0  |
| 2014   | 13 | 89     | 64     | 153 | 27.0 | 93       | 14.0 | 71        | 0   | 0        | 0  | 6  | 1  | 0  |
| Totale | 26 | 135    | 101    | 236 | 36.0 | 122      | 14.0 | 71        | 1   | 13       | 0  | 6  | 1  | 0  |

### Cleveland Browns
Wriht III fu scelto nel corso del settimo giro (250º assoluto) del Draft NFL 2016. Fu svincolato il 20 settembre 2016 ma rifirmò il giorno successivo per fare parte della squadra di allenamento.

### Arizona Cardinals
Il 13 dicembre 2016, Wright III firmò con gli Arizona Cardinals con cui debuttò come professionista, concludendo la sua stagione da rookie con tre presenze e due tackle.

## Palmarès
- Campione USFL: 2

Birmingham Stallions: 2022, 2023